# Ildo Maneiro
Pour les articles homonymes, voir Maneiro.
Ildo Enrique Maneiro Ghezzi est un footballeur uruguayen né le 4 août 1947 à Mercedes (Uruguay).

## Biographie
Il joue comme milieu de terrain et il est finaliste de la Coupe de France avec Lyon en 1976. 
Il est aussi entraîneur du Real Saragosse pendant une saison (1990-1991) et sélectionneur de l'Uruguay entre 1993 et 1994.

## Carrière de joueur
- 1965-1973 :  Club Nacional de Football
- 1973-1976 :  Olympique lyonnais
- 1976-1979 :  Club Atlético Peñarol[1]

## Palmarès

### En sélection
- International uruguayen (33 sélections, 3 buts entre 1970 et 1979[2])
- Participation à la Coupe du monde 1970 et à la Copa América 1979[3]

### En club
- Champion d’Uruguay en 1966, 1969, 1970, 1971 et 1972 avec le Nacional Montevideo
- Vainqueur de la Copa Libertadores en 1971 avec le Nacional Montevideo
- Finaliste de la Copa Libertadores en 1967 et 1969 avec le Nacional Montevideo
- Vainqueur de la Coupe intercontinentale en 1971 avec le Nacional Montevideo
- Vainqueur de la Copa Interamericana en 1972 avec le Nacional Montevideo
- Finaliste de la Coupe de France en 1976 avec l'Olympique lyonnais[4]
- Champion d’Uruguay en 1978 et 1979 avec le CA Peñarol